# Unteruckersee
Unteruckersee  (svenska: Nedre Uckersjön)  är en insjö i tyska förbundslandet Brandenburg. Sjön är belägen söder om staden Prenzlau i distriktet Uckermark. 
Genom sjön Unteruckersee flyter ån Ucker, som avvattnar sjön till Östersjön.